# Pollo alle prugne
Pollo alle prugne, è il titolo di un romanzo a fumetti, scritto e disegnato da Marjane Satrapi. Il libro è uscito per la prima volta in Francia nel 2004 con il titolo Poulet aux prunes per la casa editrice L'Association.

## Trama
La vicenda, ricca di digressioni e analessi, si svolge durante il novembre 1958, in Iran. Protagonista è Nasser Ali Khan, un famosissimo suonatore di tar, che decide di lasciarsi morire dopo che la moglie, adirata, rompe il suo prezioso strumento musicale. 
Dietro il suo dolore in realtà si cela la frustrazione di un matrimonio forzato e di una storia d'amore delusa nonché la nostalgia per una società scomparsa.

## Altri media
In Francia il 26 ottobre 2011 uscì il lungometraggio (non d'animazione) tratto dal graphic novel, scritto e diretto dalla stessa Satrapi e da Vincent Paronnaud, già presentato alla 68ª Mostra del Cinema di Venezia. 